# Mistrzostwa Świata w Piłce Nożnej 1994 (eliminacje strefy OFC)
W eliminacjach do finałów Mistrzostw Świata w Piłce Nożnej 1994 w Stanach Zjednoczonych w strefie OFC wzięło udział 7 reprezentacji narodowych.

## Zasady kwalifikacji
Samoa Zachodnie wycofało się jeszcze przed rozpoczęciem eliminacji, co spowodowało przesunięcie Tahiti z grupy B do grupy A., w wyniku czego powstały dwie trzyosobowe grupy. Zwycięzcy tych awansowali do II rundy eliminacji, która polegała na rozgrywaniu między nimi barażu. Zwycięzca strefy awansował do barażu z drugim zespołem grupy finałowej strefy CONCACAF (USA jako gospodarz miał już zapewnione miejsce w turnieju), jeśli udało okazać lepszą drużyną w tym dwumeczu, przystępował on do decydującego o awansie na mundial barażu z drugim zespołem grupy A (czterozespołowej) eliminacji strefy CONMEBOL (zobacz: eliminacje strefy CONMEBOL).

## Runda 1
7 czerwca - 9 października 1992

## Grupa A
| Lp. | Zespół         | Mecze | Z | R | P | Bramki | Pkt. |
| --- | -------------- | ----- | - | - | - | ------ | ---- |
| 1   | Australia      | 4     | 4 | 0 | 0 | 13:2   | 8    |
| 2   | Tahiti         | 4     | 1 | 1 | 2 | 7:21   | 3    |
| 3   | Wyspy Salomona | 4     | 0 | 1 | 3 | 2:12   | 1    |

| Honiara   |  | Wyspy Salomona - Tahiti    | 1:1(0:0) |
| Honiara   |  | Wyspy Salomona - Australia | 1:2(0:1) |
| Papeete   |  | Tahiti - Australia         | 0:3(0:2) |
| Brisbane  |  | Australia - Tahiti         | 2:0(1:0) |
| Newcastle |  | Australia - Wyspy Salomona | 6:1(1:1) |
| Papeete   |  | Tahiti - Wyspy Salomona    | 4:2(3:0) |

## Grupa 2
| Lp. | Zespół        | Mecze | Z | R | P | Bramki | Pkt. |
| --- | ------------- | ----- | - | - | - | ------ | ---- |
| 1   | Nowa Zelandia | 4     | 3 | 1 | 0 | 15:1   | 7    |
| 2   | Fidżi         | 4     | 2 | 1 | 1 | 6:3    | 5    |
| 3   | Vanuatu       | 4     | 0 | 0 | 4 | 1:18   | 0    |

| Auckland  |  | Nowa Zelandia - Fidżi   | 3:0(2:0) |
| Port Vila |  | Vanuatu - Nowa Zelandia | 1:4(1:2) |
| Auckland  |  | Nowa Zelandia - Vanuatu | 8:0(3:0) |
| Nausori   |  | Fidżi - Vanuatu         | 3:0(0:0) |
| Nadi      |  | Fidżi - Nowa Zelandia   | 0:0      |
| Port Vila |  | Vanuatu - Fidżi         | 0:3(0:2) |

## 2 runda (baraż pomiędzy zwycięzcami grup)
28 czerwca i 6 lipca 1993
| Auckland  |  | Nowa Zelandia - Australia | 0:1(0:0)                    |
| Melbourne |  | Australia - Nowa Zelandia | 3:0(2:0) - awans: Australii |

Zwycięski zespół strefy - Australia przystąpił do barażu z drugim zespołem grupy finałowej strefy CONCACAF -Kanadą

## Play-off CONCACAF/OFC
31 lipca i 15 sierpnia 1993
| Edmonton |  | Kanada - Australia | 2:1(0:1)                                                      |
| Sydney   |  | Australia - Kanada | 2:1(1:0, 2:1, 2:1), po dogrywce, karne: 4:1- awans: Australii |

Zwycięski zespół dwumeczu - Australia przystąpił do decydydującego o awansie na mundial barażu z drugim zespołem Grupy A (czterozespołowej) strefy CONMEBOL - Argentyną

## Baraż OFC/CONMEBOL
| 31 października 1993 | Australia · Vidmar 43' | 1:1 | Argentyna · 37' Balbo | Sydney Football Stadium, Sydney · Widzów: 43967 · Sędzia: Sandor Puhl ( Węgry) |
|                      |                        |     |                       |                                                                                |

| 17 listopada 1993 | Argentyna · Tobin 58' (sam.) | 1:00:0 | Australia | Estadio Monumental, Buenos Aires · Widzów: 59768 · Sędzia: Peter Mikkelsen ( Dania) |
|                   |                              |        |           |                                                                                     |

- Argentyna wygrała łącznie 2:1 i awansowała do turnieju finałowego.

## Awans
Żaden z zespołów ze strefy OFC nie uzyskał awansu do turnieju finałowego Mistrzostw Świata.